# Begovina (Danilovgrad)
Pour les articles homonymes, voir Begovina.
Begovina (en serbe cyrillique : Беговина) est un village du centre du Monténégro, dans la municipalité de Danilovgrad.

## Démographie

### Évolution historique de la population
| 1948 | 1953 | 1961 | 1971 | 1981 | 1991 | 2003 |
| ---- | ---- | ---- | ---- | ---- | ---- | ---- |
| 179  | 163  | 107  | 121  | 76   | 91   | 191  |